# 프톨레마이오스 왕조
프톨레마이오스 왕조(고대 그리스어: Πτολεμαῖοι)는 기원전 305년부터 기원전 30년까지 이집트를 다스린 프톨레마이오스 왕국의 왕가를 말한다. 때로는 왕조의 시조인 프톨레마이오스 1세의 아버지인 라고스의 이름을 따, 라고스 왕조 (Λαγίδαι)라고도 한다. 파라오를 칭했고, 기존 이집트의 전통과 연속성이 있기 때문에 이집트 제32왕조라고도 불린다.
알렉산드로스 대왕의 부하 장군이자 부관 역할을 수행했던 마케도니아 왕국의 소마토필라케스 7명 중 한 명이었던 프톨레마이오스는 기원전 323년에 알렉산드로스가 죽은 후 이집트의 사트라프로 임명되었는데, 기원전 305년에 이르러 스스로 "프톨레마이오스 1세 소테르"로 칭하고 이집트의 통치자가 되었다. 이집트인들은 즉시 그를 독립 이집트 왕국의 파라오의 후계자로 인정하였고 그의 후손들이 기원전 30년 로마 공화정에 멸망할 때까지 275년간 이집트의 통치자로 군림했다.
이전의 고대 이집트 왕조들처럼, 프톨레마이오스 왕조는 자매간 혼인을 포함한 근친상간 풍습을 시행하기는 했지만, 거의 1세기에 들어서야 본격적으로 이런 풍습이 행해졌다. 남자 통치자들은 모두 프톨레마이오스라고 칭했고 여자 통치자들은 클레오파트라, 아르시노에, 베레니체로 불렸다. 통상 그들의 이름 뒤에 붙이는 숫자는 현대 역사연구가들이 편의상 붙이는 것으로 당대의 그리스계열 왕가는 이름 뒤에 붙이는 별칭으로 구분했다. 가령 프톨레아미오스 1세 뒤의 소테르는 "구원자"라는 뜻이다.

## 역대 파라오
- 프톨레마이오스 1세 소테르
- 프톨레마이오스 2세 필라델포스
- 프톨레마이오스 3세 에우에르게테스
- 프톨레마이오스 4세 필로파토르
- 프톨레마이오스 5세 에피파네스
- 프톨레마이오스 6세 필로마토르
- 프톨레마이오스 7세 네오스 필로파토르
- 프톨레마이오스 8세 에우에르게테스 2세
- 프톨레마이오스 9세 소테르 2세
- 프톨레마이오스 10세 알렉산드로스 1세 : 클레오파트라 3세와 공동통치
- 프톨레마이오스 11세 알렉산드로스 2세
- 프톨레마이오스 12세 네오스 디오니소스(아울레테스)
- 클레오파트라 1세 쉬라
- 클레오파트라 2세 필로메토라 소테이라
- 클레오파트라 3세 필로마토르 소테이라 디카이오소시네 니케포로스
- 베레니케 3세 필로파토르
- 클레오파트라 5세 트리파이나 : 베레니케 4세 에피파네이아와 공동통치
- 클레오파트라 7세 테아 네오테라 : 프톨레마이오스 13세, 프톨레마이오스 14세, 프톨레마이오스 15세와 공동 통치

## 같이 보기
- 아르게아스 왕조
- 헬레니즘 문명